# Maria Sabine Augstein
Maria Sabine Augstein (* 1949 in Hannover) ist eine deutsche Rechtsanwältin, die sich vor allem für die Rechte von trans Menschen einsetzt.

## Leben
Als ältestes Kind des deutschen Verlegers Rudolf Augstein und seiner Ehefrau Lore Ostermann studierte Augstein nach der Schulzeit Rechtswissenschaften. Augstein unterzog sich 1977 mit 28 Jahren einer geschlechtsangleichenden Operation zum weiblichen Geschlecht. Sie setzte sich in verschiedenen Gerichtsprozessen erfolgreich für die Rechte transgeschlechtlicher Menschen in Deutschland ein. 1992 bestellte sie für das erste prominente Lesbenpaar Hella von Sinnen und Cornelia Scheel das Aufgebot, das damals jedoch abgelehnt wurde. Erst 2001 wurden mit dem Lebenspartnerschaftsgesetz die Standesämter in Deutschland geöffnet. Seit 1978 lebt Augstein mit der Malerin und Fotografin Inea Gukema-Augstein (* 1946) zusammen, seit 2001 in eingetragener Partnerschaft. Das Paar lebt in Tutzing. Für ihre langjährige Arbeit wurde sie im Frühjahr 2015 mit dem Bundesverdienstkreuz ausgezeichnet.

## Auszeichnungen
- 2008: Zivilcouragepreis des CSD Berlin[6]
- 2013: Maneo Tolerantia Award[7]
- 2015: Bundesverdienstkreuz